# Montana (site archéologique maya)
Montana est un site archéologique maya situé dans le Département d'Escuintla, au Guatemala, à proximité du site de Balberta.
Le site couvre une surface d'environ 1 km2. La plateforme centrale mesure 200 m de long et 220 m de large, pour une hauteur de 7 m.